# Valentina Arrighetti
Valentina Arrighetti (Genova, 26 gennaio 1985) è un'ex pallavolista italiana nel ruolo di centrale.

## Carriera

### Club
Nel 2000 Valentina Arrighetti entra a far parte del Club Italia, ma la sua carriera professionistica inizia solamente nella stagione 2002-03 esordendo in Serie A2 con la maglia del Padova; nelle due stagioni successive rimane sempre nella serie cadetta prima con il Promo Firenze e poi con il Cavazzale.
Nella stagione 2005-06 viene ingaggiata dal Vicenza, in Serie A1, club con il quale resta legata per due stagioni.
Nella stagione 2007-08 passa al Bergamo, dove resta per cinque stagioni, ottenendo due successi consecutivi in Champions League, una vittoria in Coppa Italia, un campionato ed una Supercoppa italiana.
Nella stagione 2012-13 viene ingaggiata dal Busto Arsizio, dove resta per due annate, con la quale si aggiudica la Supercoppa italiana; per il campionato 2014-15 si trasferisce in Azerbaigian, nella Lokomotiv Baku, militante in Superliqa, prima di far ritorno in Italia nella stagione successiva per vestire la maglia dell'Imoco di Conegliano, aggiudicandosi il suo secondo scudetto, mentre in quella 2016-17 è alla Savino Del Bene, dove resta per due annate. Per il campionato 2018-19 si accasa al Casalmaggiore, mentre in quello successivo, è all'AGIL di Novara, sempre in Serie A1.
Nella stagione 2020-21 firma per l'Olympia Voltri, in Serie B1, chiudendo la propria carriera agonistica al termine del campionato.

### Nazionale
Nel 2006 ottiene le prime convocazioni in nazionale, con la quale vince una medaglia di bronzo al World Grand Prix 2007.
Nel 2009 vince, seppur come riserva, la medaglia d'oro al campionato europeo e alla Grand Champions Cup, mentre l'anno seguente si aggiudica di bronzo al World Grand Prix; nel 2011 vince l'oro alla Coppa del Mondo e due anni dopo conquista la medaglia d'oro ai XVI Giochi del Mediterraneo.

## Palmarès

### Club
- Campionato italiano: 2

2010-11, 2015-16
- Coppa Italia: 1

2007-08
- Supercoppa italiana: 2

2011, 2012
- Champions League: 2

2008-09, 2009-10

### Nazionale (competizioni minori)
- XV Giochi del Mediterraneo 2005
- Montreux Volley Masters 2009
- Universiade 2009
- Piemonte Woman Cup 2010
- Giochi del Mediterraneo 2013